# 월드 사이버 게임즈 2003
월드 사이버 게임즈 2003(World Cyber Games 2003)는 2003년 10월 12일부터 18일까지 대한민국 서울에서 개최된 e스포츠 대회이다.
개최 3회째 연속 대한민국에서 열렸다.
본선 대진이 기존 더블 엘리미네이션 토너먼트에서 싱글 엘리미네이션 토너먼트 방식으로 변경하였다. 또한 싱글 엘리미네이션 토너먼트에 따라 3,4위 결정전도 추가 되었다.
이번 대회부터 XBOX 게임을 정식종목으로 채택하였다.

## 게임 종목

### PC 게임
- 카운터-스트라이크: 하프 라이프
- FIFA 2003
- 에이지 오브 미쏠로지
- 스타크래프트: 브루드 워
- 언리얼 토너먼트 2003
- 워크래프트 III: 레인 오브 카오스

### Xbox 게임
- 헤일로 : 컴뱃 이볼브드

## 결과
| 종목 및 메달                     | Gold        | Silver       | Bronze         | 4위            |
| 카운터-스트라이크: 하프 라이프   | SK Gaming   | Team3D       | Team9          | TeG            |
| FIFA 2003                        | SK_styla    | SK_hero      | Volcano        | skyline        |
| 에이지 오브 미쏠로지             | pgfire      | IamShiauTz   | Iamsky_tw      | trippin_uk     |
| 스타크래프트: 브루드 워          | ogogo       | FiSheYe      | Grrr_ca        | Silent_Control |
| 언리얼 토너먼트 2003             | ForresT     | fnatic_Lauke | snoop_dx_au    | fnaticroach    |
| 워크래프트 III: 레인 오브 카오스 | SK_Insomnia | Chinahuman   | TeGEviscEratoR | Myth_ShaMan    |